# 日夜遊神
日夜遊神，是日遊神與夜遊神的合稱，又叫日夜遊巡，原是四處遊盪的凶神，後來則演變成東嶽大帝、閻羅王、城隍爺等陰間神明的部下，分別於日間、夜間監督人間的善惡，故常被供奉於東嶽廟、城隍廟等。

## 日遊神
日遊神，又稱日遊巡。是中國民間信仰中，負責在白天四處巡遊，監察人間善惡的神祇。一開始，日遊神被認為是四處遊盪的凶神，如果沖犯了日遊神將會招來不幸。元朝王曄《桃花女》雜劇第三折：「今日伊出門之時，正與日遊神相遇，便不至死，也要帶傷上陣。」

## 夜遊神
夜遊神，又稱夜遊巡。是夜晚巡行之神，與日遊神輪值，監督人間的善惡。《山海經》〈海外南經〉說：「有神人二八，連臂為帝司夜於野。」就是指傳說中的夜遊神。當時的夜遊神有十六人，而逐漸演變之下，變成只有一位。
民間傳說，世人若看見夜遊神，定乃不祥之兆。清朝李慶辰《醉茶志怪》中說，王某人在夜中，看見一個三丈高的巨人，巨人微笑告知：「我乃夜遊神也。」言畢不見蹤影，而王某數日後無病身亡。